# Trevor Booker
Trevor Booker (nascut el 25 de novembre de 1987 a Whitmire, Carolina del Sud) és un jugador de bàsquet estatunidenc que pertany a la plantilla dels Indiana Pacers de l'NBA. Amb 2,03 metres d'alçada, juga en la posició d'aler pivot.